# Dronabinol
Dronabinol, também conhecido por Marinol ou Syndros, é o nome comercial para uma forma específica de tetra-hidrocanabinol, vendida como estimulante do apetite, antiemético e para alívio dos sintomas da apneia do sono. É aprovado pela FDA como seguro e eficaz apenas para casos de anorexia induzida por HIV/AIDS e náusea e vômito induzidos por quimioterapia.
O dronabinol é o principal constituinte psicoativo na forma de enantiômero, (−)-trans-Δ⁹-tetra-hidrocanabinol, encontrado na maconha. O dronabinol não inclui outros isômeros de tetra-hidrocanabinol (THC) ou de canabidiol (CBD).

## Usos médicos

### Estimulante do apetite e antiemético
O dronabinol é usado como estimulante de apetite e, portanto, para o ganho de peso em pacientes com HIV e câncer. Também possui atividade antiemética, sendo usado para tratar náuseas e vômitos induzidos por quimioterapia. O dronabinol também tem mostrado resultados positivos no tratamento da apneia do sono. Ensaios clínicos foram concluídos em 2017 e aguardam aprovação da FDA.

### Analgésico
O dronabinol demonstrou eficácia analgésica na maioria dos estudos sobre dor crônica. Os dados sobre dor aguda são menos conclusivos.

### Dependência de maconha
O dronabinol pode ser útil no tratamento da dependência de maconha, pois demonstrou reduzir os sintomas de abstinência e os efeitos subjetivos da maconha.

## Overdose
Uma overdose leve de dronabinol apresenta sonolência, boca de algodão, euforia e taquicardia. Já uma overdose grave apresenta letargia, fala arrastada, diminuição da coordenação motora e hipotensão ortostática.

## História
Em 13 de maio de 1986, a Drug Enforcement Administration (DEA) emitiu uma regra final e uma declaração autorizando o "realocamento de dronabinol sintético no óleo de gergelim e encapsulado em cápsulas de gelatina do Anexo I para o Anexo II". Isso permitiu o uso médico de dronabinol, embora com as restrições associadas ao status do Anexo II.
Um artigo publicado na edição de abril a junho de 1998 do Journal of Psychoactive Drugs descobriu que "os profissionais de saúde não detectaram nenhuma indicação de busca exagerada por receitas entre os pacientes para os quais prescreveram dronabinol". Os autores afirmam que Marinol tem um baixo potencial de abuso.
Em sua 33ª reunião, em 2003, o Comitê de Especialistas em Dependência de Drogas (ECDD) da Organização Mundial da Saúde (OMS) recomendou a transferência de THC para o Anexo IV da Convenção sobre Substâncias Psicotrópicas, citando seus usos médicos e seu baixo potencial de abuso.

## Sociedade e cultura

### Nomes de marcas
Dronabinol é comercializado como Marinol e Syndros, uma marca registrada da Solvay Pharmaceuticals. O dronabinol está disponível como medicamento sob prescrição médica (sob o nome de Marinol e Syndros) em vários países, incluindo Estados Unidos, Alemanha, África do Sul e Austrália. Nos Estados Unidos, o Marinol é um medicamento do Anexo III, disponível mediante receita médica, considerado não narcótico e com baixo risco de dependência física ou mental. Nos EUA, a aprovação da FDA para o uso médico do Marinol levantou muita controvérsia a respeito do motivo pelo qual a maconha ainda é ilegal a nível federal.

#### Comparações com cannabis medicinal
As plantas femininas de cannabis contêm pelo menos 113 canabinóides, incluindo o canabidiol (CBD), considerado o principal anticonvulsivante para o tratamento de pessoas com esclerose múltipla e o canabicromeno (CBC), um anti-inflamatório que pode contribuir para o efeito analgésico da planta.
Demora mais de uma hora para o Marinol atingir efeito sistêmico total, comparado a segundos ou minutos para a cannabis fumada ou vaporizada.
Ensaios clínicos comparando o uso de extratos de cannabis com e sem Marinol no tratamento da caquexia de pacientes com câncer demonstraram eficácia e bem-estar iguais entre os indivíduos nos dois tipos de tratamento As leis federais dos Estados Unidos atualmente registram o dronabinol como uma substância controlada pelo Anexo III, mas todos os outros canabinóides permanecem no Anexo I, exceto sintéticos como o nabilone.